# Organització de Treballadors i Camperols del Nepal
L'Organització de Treballadors i Camperols del Nepal fou un partit polític del Nepal.
Es va fundar el 1976 presidit per Narayan Man Bijukchhe àlies camarada Rohit, amb centre principal a Bhaktapur, un grup escindit del Partit Comunista del Nepal (Pushpa Lal) unit a l'Organització Revolucionària Proletària del Nepal (Proletarian Revolutionary Organisation of Nepal) i al Kisan Samiti.
El 1982 es va dividir en dos faccions: la de Rohit (que va agafar el nom de Partit dels Treballadors i Camperols del Nepal, i la de Hareram Sharma que va continuar com Organització de Treballadors i Camperols del Nepal.
L'organització va entrar al Front Unit de l'Esquerra el 1989.
El 1990 les dos faccions es van reunificar amb el nom de Partit dels Treballadors i Camperols del Nepal.